# نهمین دوره کتاب سال جمهوری اسلامی ایران
مراسم نهمین دوره کتاب سال جمهوری اسلامی ایران در بهمن ۱۳۷۰ در تهران برگزار شد.

## آثار منتخب
| مراحل نسخه‌شناسی و شیوه‌های تصحیح نسخه‌های خطی فارسی              | مایل هروی                                              |                                |                | بنیاد پژوهش‌های اسلامی آستان قدس رضوی                             | ۱۳۶۹ | برگزیده      | نقد و تصحیح متون              |
| دائرة المعارف بزرگ اسلامی                                      | کاظم بجنوردی                                           |                                |                | مرکز دائرةالمعارف بزرگ اسلامی                                    | ۱۳۶۹ | برگزیده      | دائرةالمعارف‌ها و فرهنگ نامه‌ها |
| شرح مبسوط منظومه، درس‌های مرتضی مطهری                           |                                                        |                                |                | حکمت                                                             | ۱۳۶۹ | برگزیده      | فلسفه اسلامی                  |
| رسالة ابی غالب الزراری، الی ابن ابنه فی ذکر آل اعین و ملحقاتها | عبدالله الغضائری و الحسینی                             |                                |                | مکتب الاعلام الاسلامی، مرکز البحوث و التحقیقات الاسلامیة         | ۱۳۶۹ | برگزیده      | حدیث                          |
| الاسیر فی الاسلام                                              | علی احمدی میانجی                                       |                                |                | دفتر انتشارات اسلامی جامعه مدرسین حوزه علمیه قم                  | ۱۳۶۹ | برگزیده      | فقه و اصول                    |
| آگاهی و جامعه                                                  | ه استیوارت                                             | عزت‌الله فولادوند               |                | سازمان انتشارات و آموزش انقلاب اسلامی                            | ۱۳۶۹ | برگزیده      | کلیات                         |
| نهادهای روابط بین‌الملل                                         | کلود آلبر کلییار                                       | هدایت الله فلسفی               |                | نو                                                               | ۱۳۶۹ | برگزیده      | حقوق                          |
| تحلیلی از دیدگاه‌های فلسفی فیزیک‌دانان معاصر                     | مهدی گلشنی                                             |                                |                | امیر کبیر                                                        | ۱۳۶۹ | برگزیده      | فیزیک                         |
| زمین‌شناسی فیزیکی                                               | لیت، جودسون، کافمن                                     | فرید مر                        |                | دانشگاه شیراز                                                    | ۱۳۶۹ | برگزیده      | زمین‌شناسی                     |
| فیزیولوژی گیاهی                                                | حسن ابراهیم‌زاده                                        |                                |                | مؤسسه انتشارات و چاپ دانشگاه تهران                               | ۱۳۶۹ | برگزیده      | زیست‌شناسی                     |
| میکروب‌شناسی مقدماتی                                            | ژولیالوی، ژاک کمبل، هنری بلک برن                       | فریدون ملک‌زاده                 |                | مرکز نشر دانشگاهی                                                | ۱۳۶۹ | برگزیده      | زیست‌شناسی                     |
| فن آسیب‌شناسی و روش‌های رنگ آمیزی                                | مسلم بهادری                                            |                                |                | مؤسسه انتشارات و چاپ دانشگاه تهران                               | ۱۳۶۹ | برگزیده      | پزشکی                         |
| اطلاعات و کاربرد بالینی داروهای ژنریک ایران                    | رضا ابوفاضلی و …                                       |                                |                | بخش بررسی‌های علمی شرکت داروپخش                                   | ۱۳۶۹ | برگزیده      | پزشکی                         |
| متالوژی مکانیکی                                                | جورج ای. دیتر                                          | شهره شهیدی                     |                | مرکز نشر دانشگاهی                                                | ۱۳۶۹ | برگزیده      | مواد و معدن                   |
| روش‌های کامپیوتری تحلیل و طرح مدار                              | ج. ولش، ک. سینگهال                                     | پرویز جبه دار مالانی           |                | مؤسسه انتشارات و چاپ دانشگاه تهران                               | ۱۳۶۹ | برگزیده      | برق و کامپیوتر                |
| طرج، آنالیز و اجرای سازه‌ها توریسنگی (کابیون)                   | محمود جوان، مهدی فرشاد، ناصر طالب بیدختی، پرهام جواهری |                                |                | معاونت امور آب جهاد سازندگی                                      | ۱۳۶۹ | برگزیده      | عمران                         |
| دینامیک سازه‌ها                                                 | ری کلاف جوزف پنزین                                     | علی اکبر گل‌افشانی، سهیل مهری   |                | واحد انتشارات بخش فرهنگی دفتر مرکزی جهاد دانشگاهی                | ۱۳۶۹ | برگزیده      | عمران                         |
| مبانی علمی پرورش درختان میوه                                   | عباس علی منیعی                                         |                                |                | فنی ایران                                                        | ۱۳۶۹ | برگزیده      | کشاورزی                       |
| آب زیرزمینی و نشت                                              | میلتون ادواردهار                                       | فریدون کاوه                    |                | مرکز نشر دانشگاهی                                                | ۱۳۶۹ | برگزیده      | کشاورزی                       |
| سرزمین ما ایران                                                | نصرالله کسرائیان                                       |                                |                | نصرالله کسرا ئیان                                                | ۱۳۶۹ | برگزیده      | هنرهای نمایشی                 |
| تاریخ جامع موسیقی                                              | الک رابرتسون، دنیس استیونس                             | بهزاد باشی                     |                | آگاه                                                             | ۱۳۶۹ | برگزیده      | موسیقی                        |
| مقالات شمس تبریزی                                              | شمس‌الله محمد تبریزی                                    |                                | محمد علی موحد  | خوارزمی                                                          | ۱۳۶۹ | برگزیده      | متون قدیم                     |
| انه اید                                                        | ویرژیل                                                 | میرجلال الدین کزازی            |                | مرکز                                                             | ۱۳۶۹ | برگزیده      | ادبیات زبان‌های دیگر           |
| برگ زرد پاییزی با نقاشی زهره صفدری                             | حسن تهرانی                                             |                                |                | کتاب مریم                                                        | ۱۳۶۹ | برگزیده      | ادبیات کودکان و نوجوانان      |
| جغرافیای سیاسی خاورمیانه و شمال آفریقا                         | الاسدیر درایسدل، جرالداچ. بلیک                         | دره میر حیدر (مهاجرانی)        |                | وزارت امور خارجه، دفتر مطالعات سیاسی و بین‌المللی                 | ۱۳۶۹ | برگزیده      | جغرافیای طبیعی و انسانی       |
| فرهنگ زندگی‌نامه‌ها (جلد اول)                                    | حسن انوشه و دیگران                                     |                                |                | رجا                                                              | ۱۳۶۹ | شایسته تقدیر |                               |
| درآمدی به روان‌شناسی (جلد اول)                                  | ریتا آتکین سون، ریچارد آتکین سون، ارنست هیلگارد        | حسن مرندی                      |                | مرکز نشر دانشگاهی                                                | ۱۳۶۹ | شایسته تقدیر | روان‌شناسی                     |
| معجم احادیث الامام المهدی                                      |                                                        |                                |                | مؤسسه المعارف الاسلامیة قم                                       | ۱۳۶۸ | شایسته تقدیر | حدیث و رجال                   |
| کتاب الغیبة                                                    | حسن بن زین الدین (صاحب معالم)                          |                                | فاضل جواهری    | مکتبة آیت‌الله مرعشی                                              | ۱۳۶۹ | شایسته تقدیر | حدیث و رجال                   |
| التحریر طاووسی                                                 | حسن بن زین الدین (صاحب معالم)                          |                                | فاضل جواهری    | کتابخانه آیت‌الله مرعشی                                           | ۱۳۶۹ | شایسته تقدیر | حدیث و رجال                   |
| روش‌های اقتصادسنجی                                              | م. داتا                                                | ابوالقاسم هاشمی                |                | مرکز نشر دانشگاهی                                                | ۱۳۶۹ | شایسته تقدیر | اقتصاد                        |
| اصول حسابداری (جلد دوم)                                        | فنس ونیس ونگر                                          | مهدی تقوی و نیک نژاد           |                | سازمان حسابرسی                                                   | ۱۳۶۹ | شایسته تقدیر | حسابداری                      |
| استفاده از تکنیک‌های آماری حسابرسی                              | مرکز تحقیقات حسابدری و حسابرسی                         |                                |                | سازمان حسابرسی                                                   | ۱۳۶۹ | شایسته تقدیر | حسابداری                      |
| پیل‌های خورشیدی از اصول ساده تا سیستم‌های پیشرفته                | چنمینگ هو ریچاردام. وایت                               | سیدی نوقابی                    |                | آستان قدس رضوی                                                   | ۱۳۶۹ | شایسته تقدیر | فیزیک                         |
| فیزیک پلاسما و همجوشی کنترل شده                                | اف. چن                                                 | صمد سبحانیان                   |                | ذوقی                                                             | ۱۳۶۹ | شایسته تقدیر | فیزیک                         |
| کورموفیت‌های ایران (جلد اول)                                    | احمد قهرمان                                            |                                |                | مرکز نشر دانشگاهی                                                | ۱۳۶۹ | شایسته تقدیر | زیست‌شناسی                     |
| مقدمه‌ای بر سیگنال‌ها و سیستم‌ها                                  | بهزاد قهرمان و مجتبی محدث                              |                                |                | یغما                                                             | ۱۳۶۹ | شایسته تقدیر | برق                           |
| تولید فولاد و چدن از آهن اسفنجی                                | ناصر توحیدی                                            |                                |                | مجتمع فولاد اهواز                                                | ۱۳۶۹ | شایسته تقدیر | مواد و معدن                   |
| اصول و تفسیر آزمایش‌های سرولوژی بالینی                          | پرویز پاکزاد و علی شوشتری                              |                                |                | جهاد دانشگاهی (دانشکده علوم پزشکی)                               | ۱۳۶۹ | شایسته تقدیر | پزشکی                         |
| بیماری‌های گوش                                                  | نعمت‌الله مختاری                                        |                                |                | جهاد دانشگاهی                                                    | ۱۳۶۹ | شایسته تقدیر | پزشکی                         |
| اصول زهرشناسی                                                  | تدلویس                                                 | میر ستاری، طاهره مشیری         |                | مرکز انتشارات و چاپ دانشگاه تهران                                | ۱۳۶۹ | شایسته تقدیر | کشاورزی                       |
| پرورش زنبور عسل                                                | رحیم عبادی، علی اصغر احمدی                             |                                |                | مؤلف                                                             | ۱۳۶۹ | شایسته تقدیر | کشاورزی                       |
| فیزیولوژی گیاهان زراعی                                         | ل.ت. ایوانز                                            | محمد شبستری، مسعود مجتهدی      |                | مرکز نشر دانشگاهی                                                | ۱۳۶۹ | شایسته تقدیر | کشاورزی                       |
| باد هر جا بخواهد می‌وزد                                         | بابک احمدی                                             |                                |                | فیلم                                                             | ۱۳۶۹ | شایسته تقدیر | هنرهای نمایشی                 |
| نشانه‌ها و معنا در سینما                                        | پیترورین                                               | عبدالله تربیت                  |                | سروش                                                             | ۱۳۶۹ | شایسته تقدیر | هنرهای نمایشی                 |
| تکنیک نورپردازی در تلویزیون و سینما                            | جرالد میلرسون                                          | حمید احمدی لاری، فؤاد نجف زاده |                | سروش                                                             | ۱۳۶۹ | شایسته تقدیر | عکاسی                         |
| در جستجوی زبان نو                                              | روئین پاکباز                                           |                                |                | نگاه                                                             | ۱۳۶۹ | شایسته تقدیر | عکاسی                         |
| نقاشی قهوه‌خانه                                                 | هادی سیف                                               |                                |                | وزارت فرهنگ و ارشاد اسلامی، سازمان میراث فرهنگی، اداره کل موزه‌ها | ۱۳۶۹ | شایسته تقدیر | نقاشی                         |
| شناختی از کافکا                                                | بهرام مقدادی                                           |                                |                | گفتار                                                            | ۱۳۶۹ | شایسته تقدیر | ادبیات زبان‌های دیگر           |
| سرود آرزو                                                      | فخر الدین مزارعی                                       |                                |                | پاژنگ                                                            | ۱۳۶۹ | شایسته تقدیر | شعر معاصر                     |
| در شبستان عرفان                                                |                                                        |                                | مجید مایل هروی | گفتار                                                            | ۱۳۶۹ | شایسته تقدیر | متون قدیم                     |
| فروسی و شاهنامه                                                | منوچهر مرتضوی                                          |                                |                | مؤسسه مطالعات و تحقیقات فرهنگی                                   | ۱۳۶۹ | شایسته تقدیر | تاریخ و نقد                   |
| کاروان هند (۲ جلد)                                             | احمد گلچین معانی                                       |                                |                | آستان قدس رضوی                                                   | ۱۳۶۹ | شایسته تقدیر | تاریخ و نقد                   |
| تاریخ تمدن (۲ جلد)                                             | هنری لوکاس                                             | عبدالحسین آذرنگ                |                | کیهان                                                            | ۱۳۶۹ | شایسته تقدیر | تاریخ                         |
| اشکال ناهمواری در نواحی خشک                                    | ژان تریکار                                             | مهدی صدیقی، محسن پورکرمانی     |                | آستان قدس رضوی                                                   | ۱۳۶۹ | شایسته تقدیر | جغرافیا                       |